# ميل لورانس
ميل لورانس (بالإنجليزية: Mel Lawrence)‏ هو منتج أفلام ومخرج أمريكي، ولد في 17 مايو 1935 في بروكلين في الولايات المتحدة، وتوفي في 5 نوفمبر 2016.

## وصلات خارجية
- ميل لورانس على موقع IMDb (الإنجليزية)